# João Augusto Fleury da Rocha
João Augusto Fleury da Rocha, ou apenas João Augusto Fleury Rocha (Guarapuava, 8 de maio de 1947), é um advogado e procurador federal brasileiro aposentado. Foi presidente do Conselho de Gestão do Club Athletico Paranaense de 2004 a 2008. Atualmente é Vice-Presidente do Conselho Deliberativo da Fundação Athletico Paranaense.

## Biografia

### Vida pessoal
João Augusto Fleury da Rocha nasceu em 08 de maio de 1947, em Guarapuava, Paraná, Brasil. É filho de João Fleury Rocha Junior (? – 17 de maio de 1981) e de Arice Cubas Buchmann (1925 – ). João Fleury Junior  foi um infante e médico brasileiro. Serviu como 2º Tenente de 2ª Classe na 5ª Região Militar. Doutorou-se em medicina em dezembro de 1943, na turma Prof. Petit Carneiro, pela Faculdade de Medicina do Paraná, atualmente Universidade Federal do Paraná. Por volta de 1963, especializou-se me urologia na Alemanha. A partir de 1964, fixou residência em Curitiba, onde atuou profissionalmente em clínica própria no Edifício ASA. João Augusto Fleury da Rocha é neto, por parte paterna, de João Fleury da Rocha (Ouro Preto, 10 de janeiro de 1889 – Guarapuava, 15 de outubro de 1950), juiz de direito, deputado estadual do Paraná em três legislaturas e Prefeito de Prudentópolis.
João Augusto Fleury da Rocha é casado com Juruce Lilian Jatahy. A cerimônia de casamento ocorreu em 15 de julho de 1978, na Igreja Evangélica de Confissão Luterana do Município de Blumenau. O casal teve como filhos Raphael Fleury Rocha, Promotor de Justiça do Ministério Público do Estado do Paraná, e Julian Fleury Rocha, Promotor de Justiça do Ministério Público do Estado de Minas Gerais.

### Carreira
João Augusto Fleury da Rocha ingressou no Curso de Graduação em Direito da Universidade Federal do Paraná por Concurso de Habilitação de 1967, após prestar serviço militar por dois anos. Em 14 de fevereiro de 1974, inscreveu-se na Seccional do Paraná da Ordem dos Advogados do Brasil, recebendo o nº 5.470. Atuou na advocacia privada durante a década de 70, quando teve o seu nome ocasionalmente citado em matérias de jornais impressos sobre casos em que advogou. Professorou na Pontifícia Universidade Católica do Paraná e foi Chefe do seu Departamento de Ciências Jurídicas. Em exercício à OAB/PR, compôs o seu Tribunal de Ética e Disciplina e o seu Conselho Estadual de Educação. Foi, também, Vice-Presidente da Câmara Temática da Transparência da Secretaria Estadual para Assuntos da Copa do Mundo 2014, tendo assumido este cargo em 22 de março de 2013.
João Augusto Fleury da Rocha ingressou no serviço público em 16 de outubro de 1973, como Advogado de Carreira da Universidade Federal do Paraná. Em 1988, foi responsável pela instalação da Procuradoria daquela instituição, onde exerceu a função de Procurador-Chefe, e, no ano seguinte, pela criação de Escritório Modelo à prática jurídica pelos acadêmicos de direito. Em 02 de julho de 2002, com a criação da Procuradoria-Geral Federal para a representação judicial e extrajudicial das autarquias e fundações públicas federais, João Augusto Fleury foi transferido à carreira de Procurador Federal, e a Procuradoria Jurídica da Universidade Federal do Paraná a ser Procuradoria Federal junto à Universidade Federal do Paraná, órgão da Advocacia Geral da União.  Em 06 de maio de 2022, sobreveio a aposentadoria compulsória de João Augusto Fleury, em razão dele ter atingido o limite máximo de idade, fixado em 75 anos pela Lei Complementar nº 152/2015.

### Athletico Paranaense
Em 1970, João Augusto Fleury da Rocha associou-se ao Club Athletico Paranaense. Em 1990, foi eleito Vice-presidente através da chapa de José Carlos Farinhaque, que dirigiu a entidade até 1993, em substituição à segunda gestão de Valmor Zimermann. Atuou, posteriormente, na chamada Revolução Atleticana de 1995, articulada por Mário Celso Petraglia. No movimento, enquanto chefia do Departamento Jurídico, participou da criação e da composição do Comitê Gestor que resultaria no esvaziamento do poder diretivo de Hussein Zraik, então presidente, e na sua sequencial renúncia, em 1995. Com a ascensão de Petraglia, no mesmo ano, João Fleury permaneceu na direção do clube até 2004, quanto eleito a Presidente do Conselho Gestor, mandato que exerceu até o seu fim, em 2008, substituído por Marcos Malucelli. Atualmente é Vice-Presidente do Conselho Deliberativo da Fundação Athletico Paranaense.